# Cittanova (Calabrië)
Cittanova is een gemeente in de Italiaanse provincie Reggio Calabria (regio Calabrië) en telt 10.640 inwoners (31-12-2004). De oppervlakte bedraagt 61,8 km², de bevolkingsdichtheid is 171 inwoners per km².

## Demografie
Cittanova telt ongeveer 3965 huishoudens. Het aantal inwoners steeg in de periode 1991-2001 met 1,3% volgens cijfers uit de tienjaarlijkse volkstellingen van ISTAT.
| Jaar | Inwoneraantal |
| ---- | ------------- |
| 1991 | 10.540        |
| 2001 | 10.675        |

## Geografie
De gemeente ligt op ongeveer 390 m boven zeeniveau.
Cittanova grenst aan de volgende gemeenten: Antonimina, Canolo, Ciminà, Gerace, Melicucco, Molochio, Polistena, Rizziconi, Rosarno, San Giorgio Morgeto, Taurianova.

## Externe link

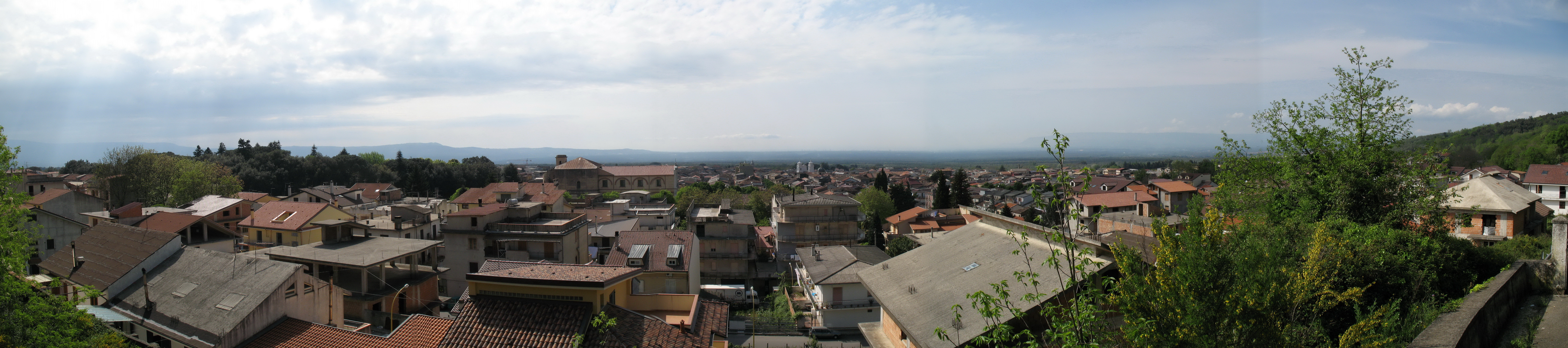
Cittanova

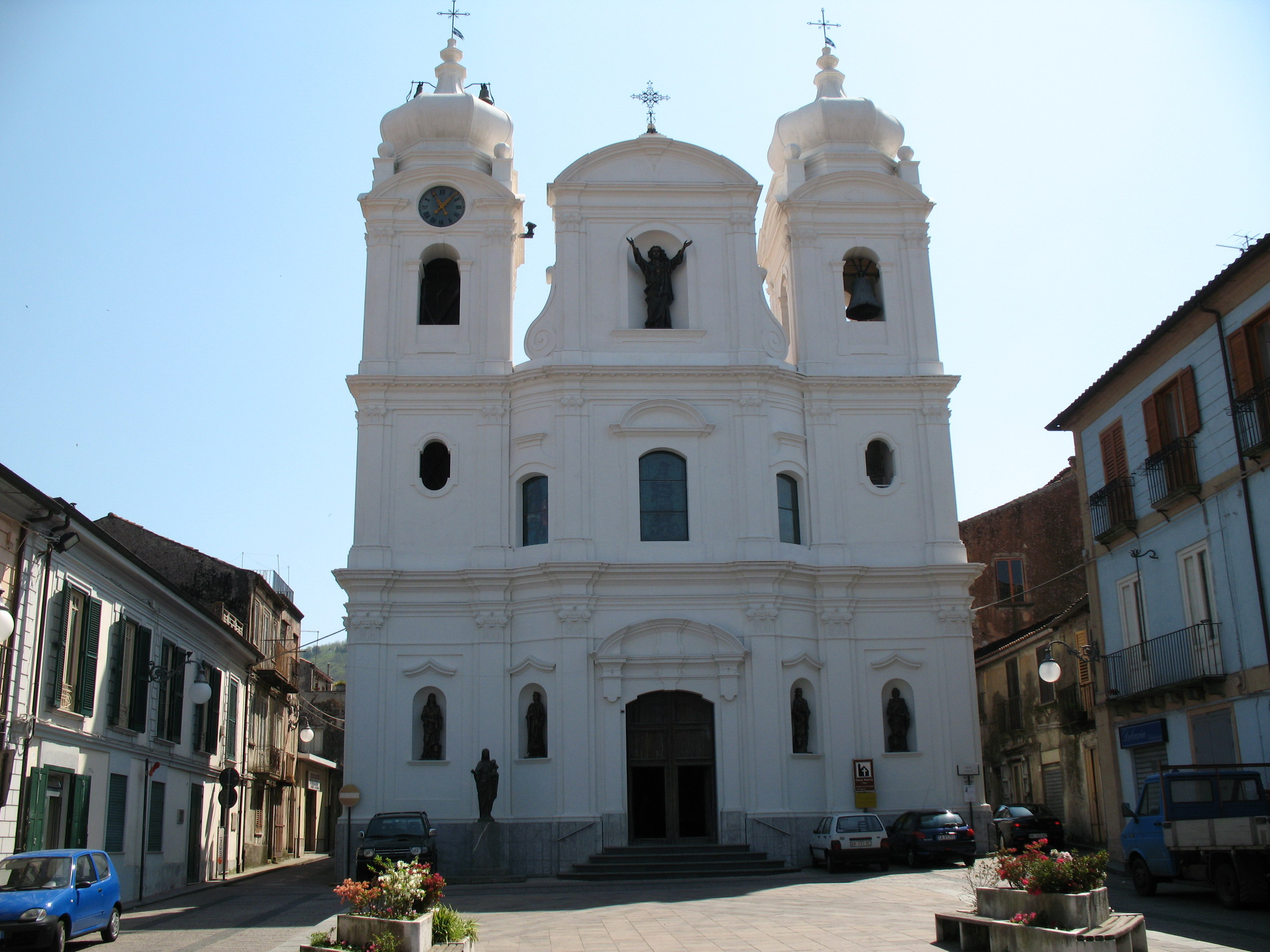
Hoofdkerk van Cittanova
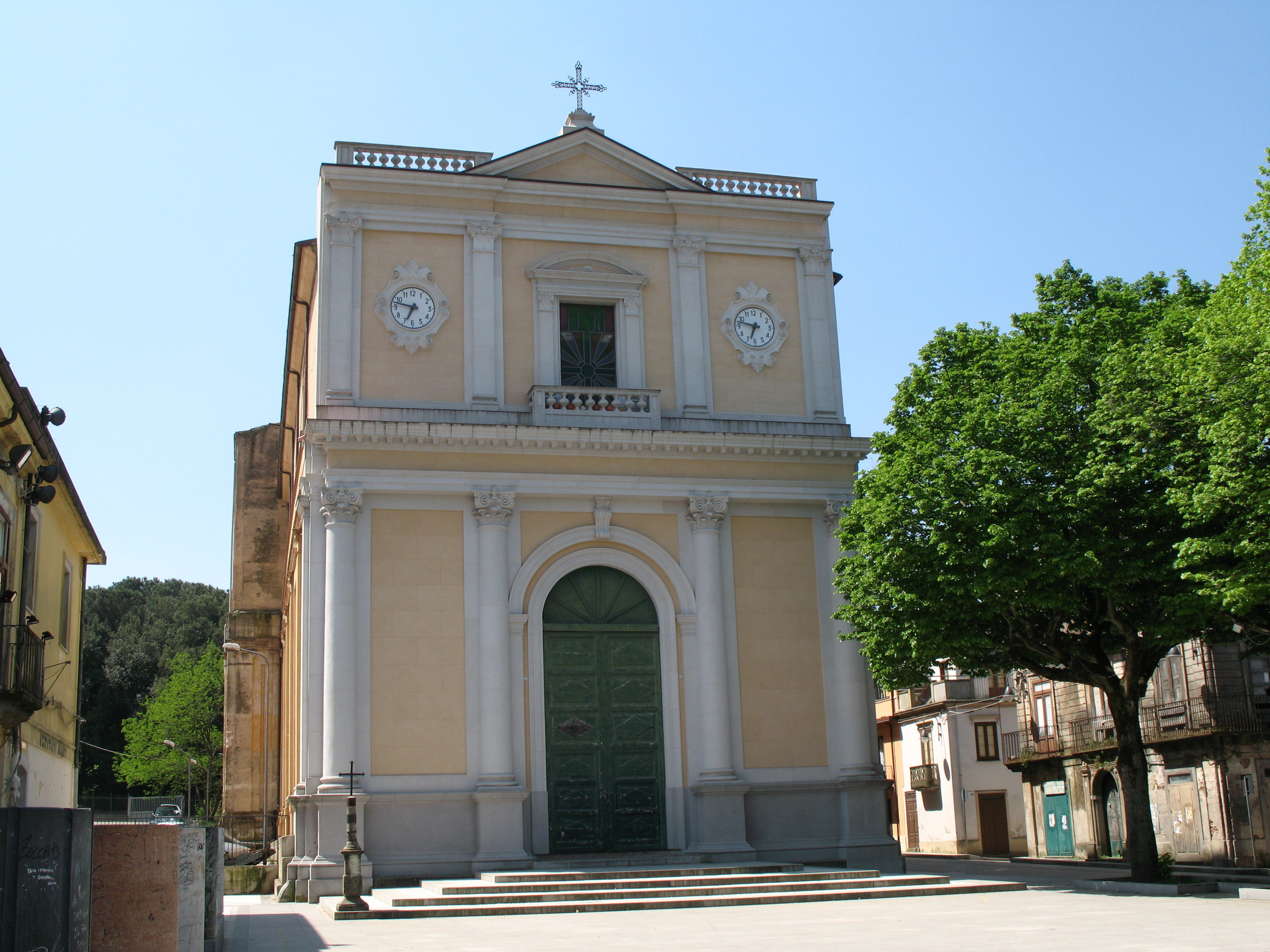
Kerk San Rocco
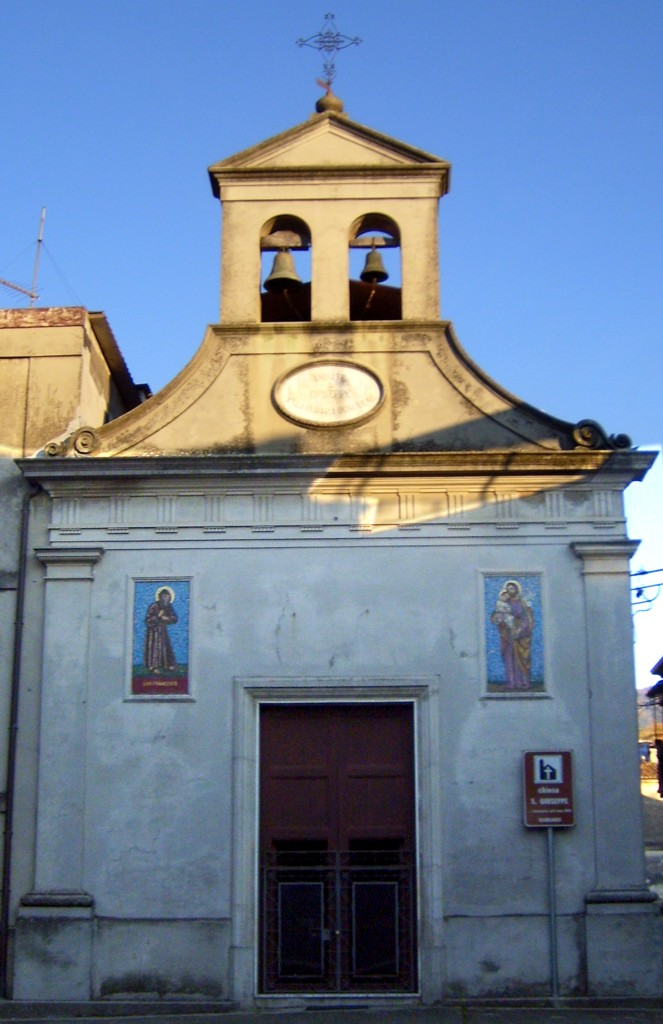
Kerk San Giuseppe
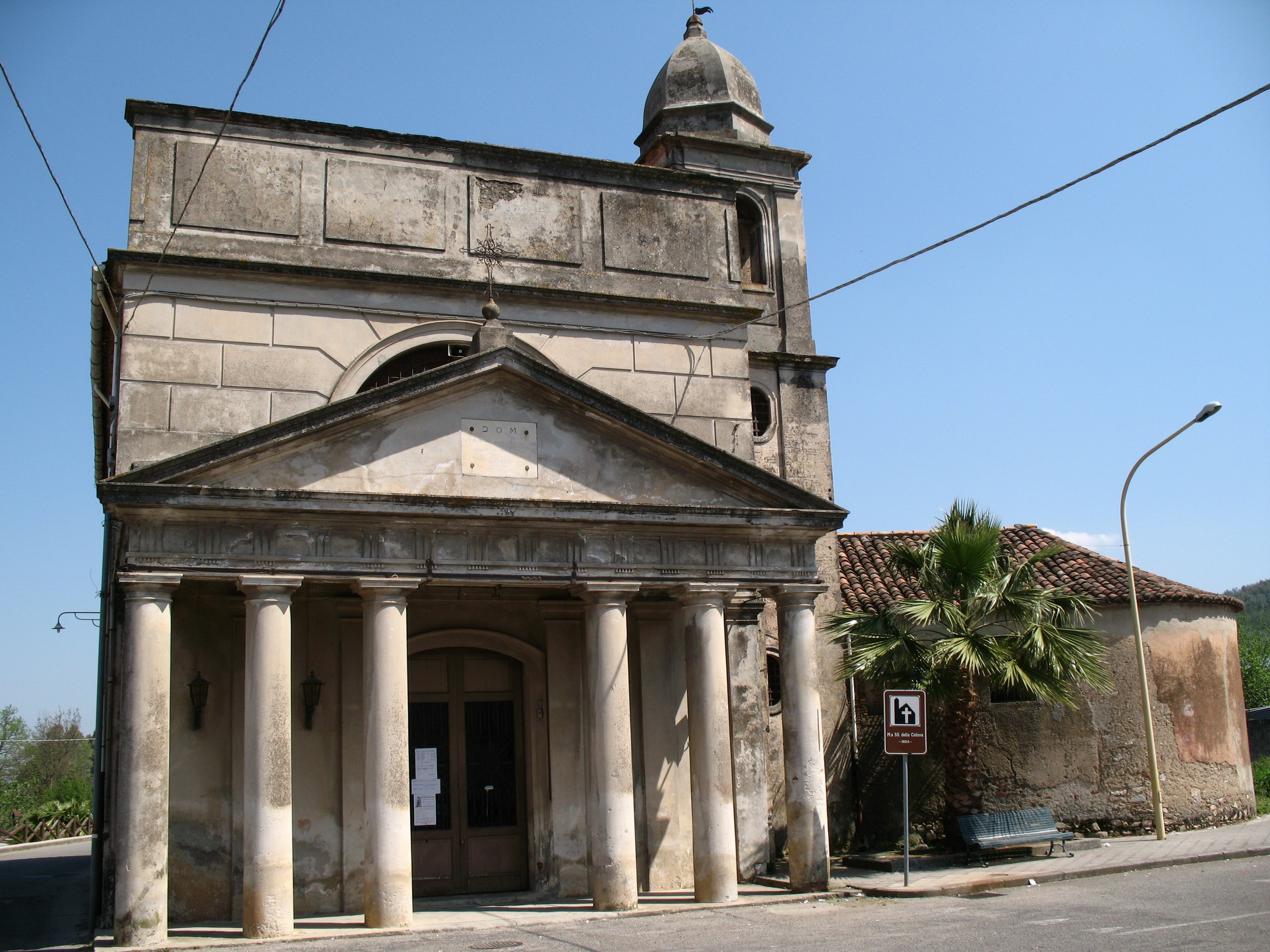
Kerk Madonna della Catena
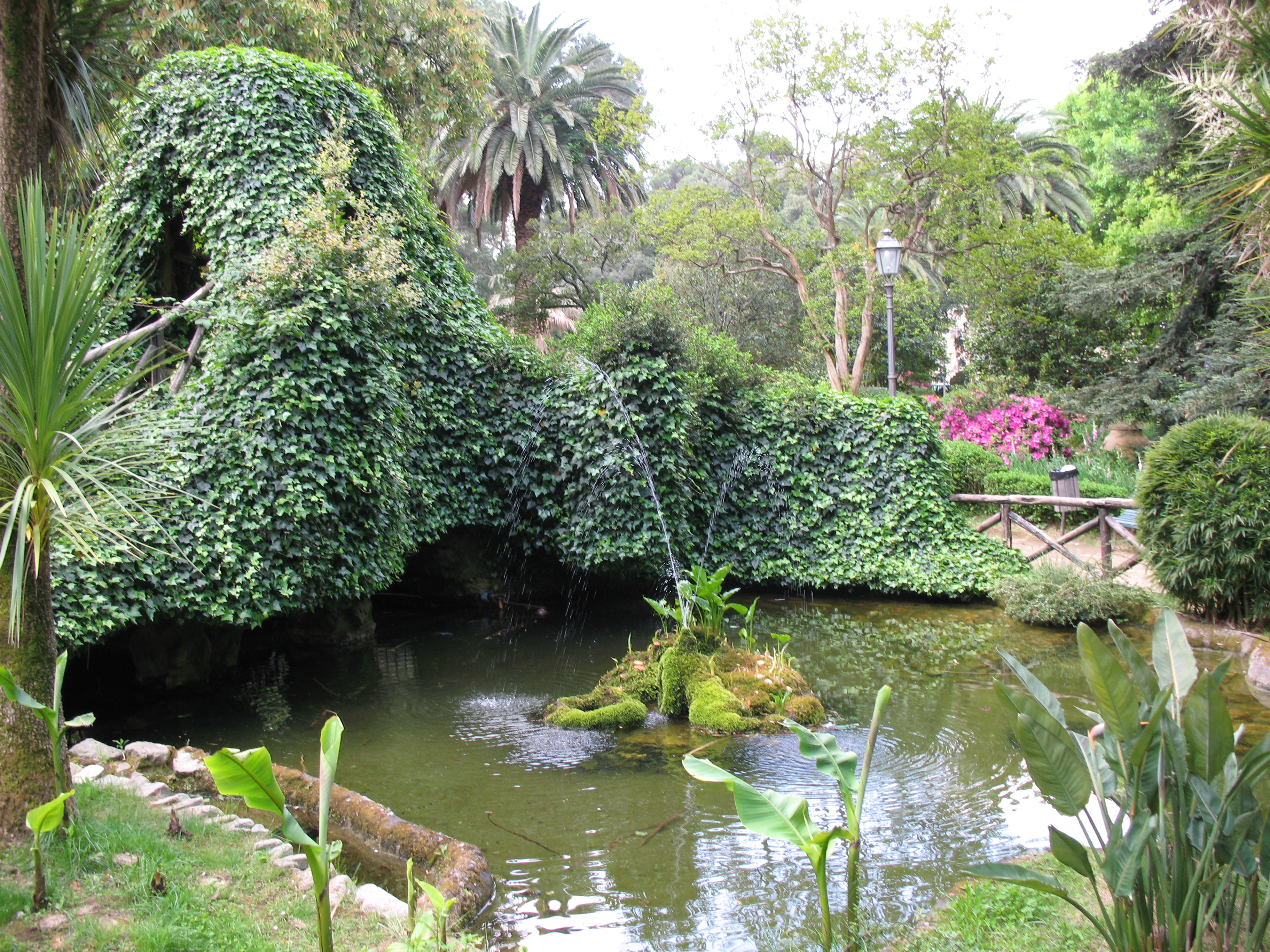
park
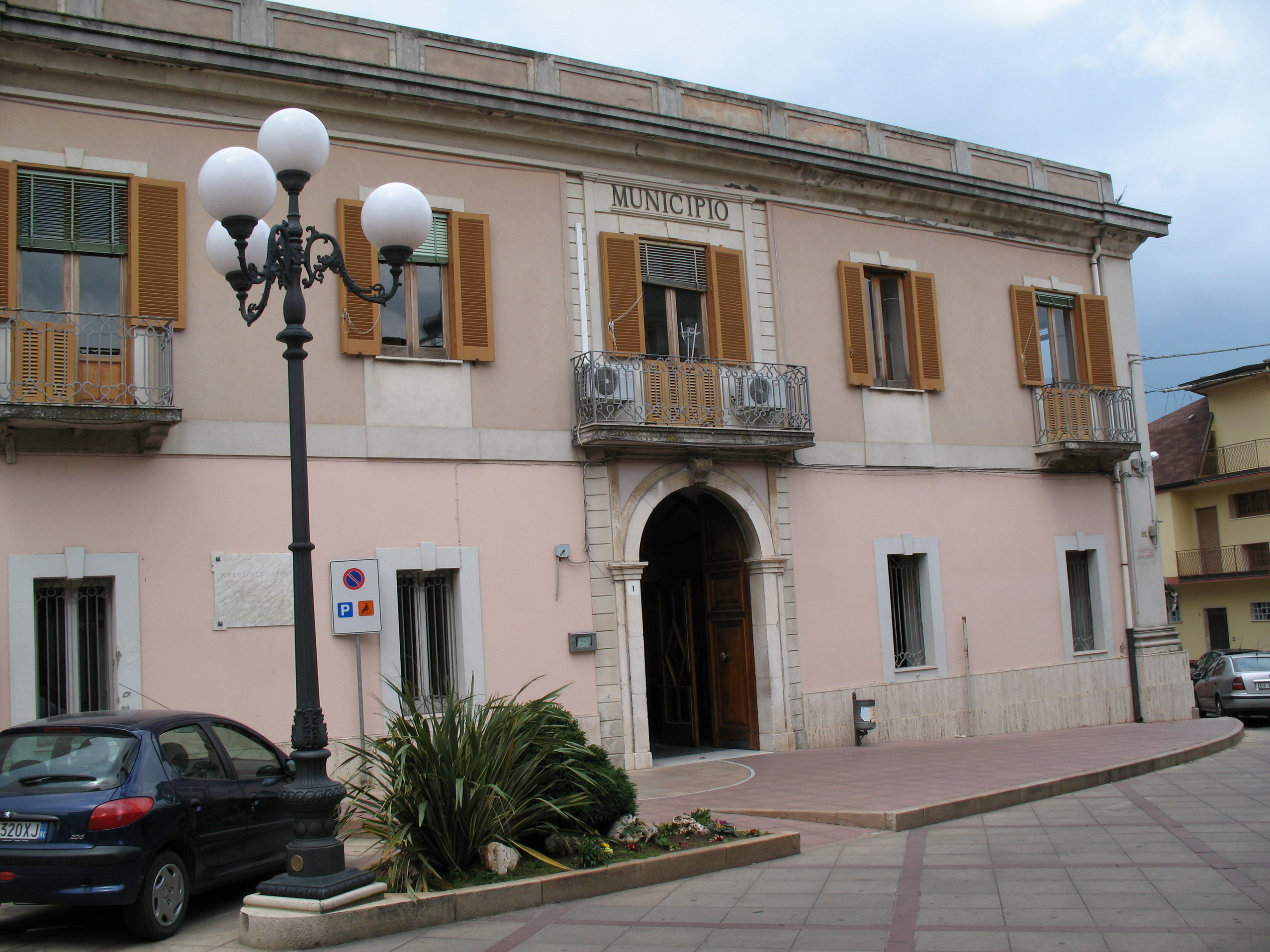
Gemeentehuis
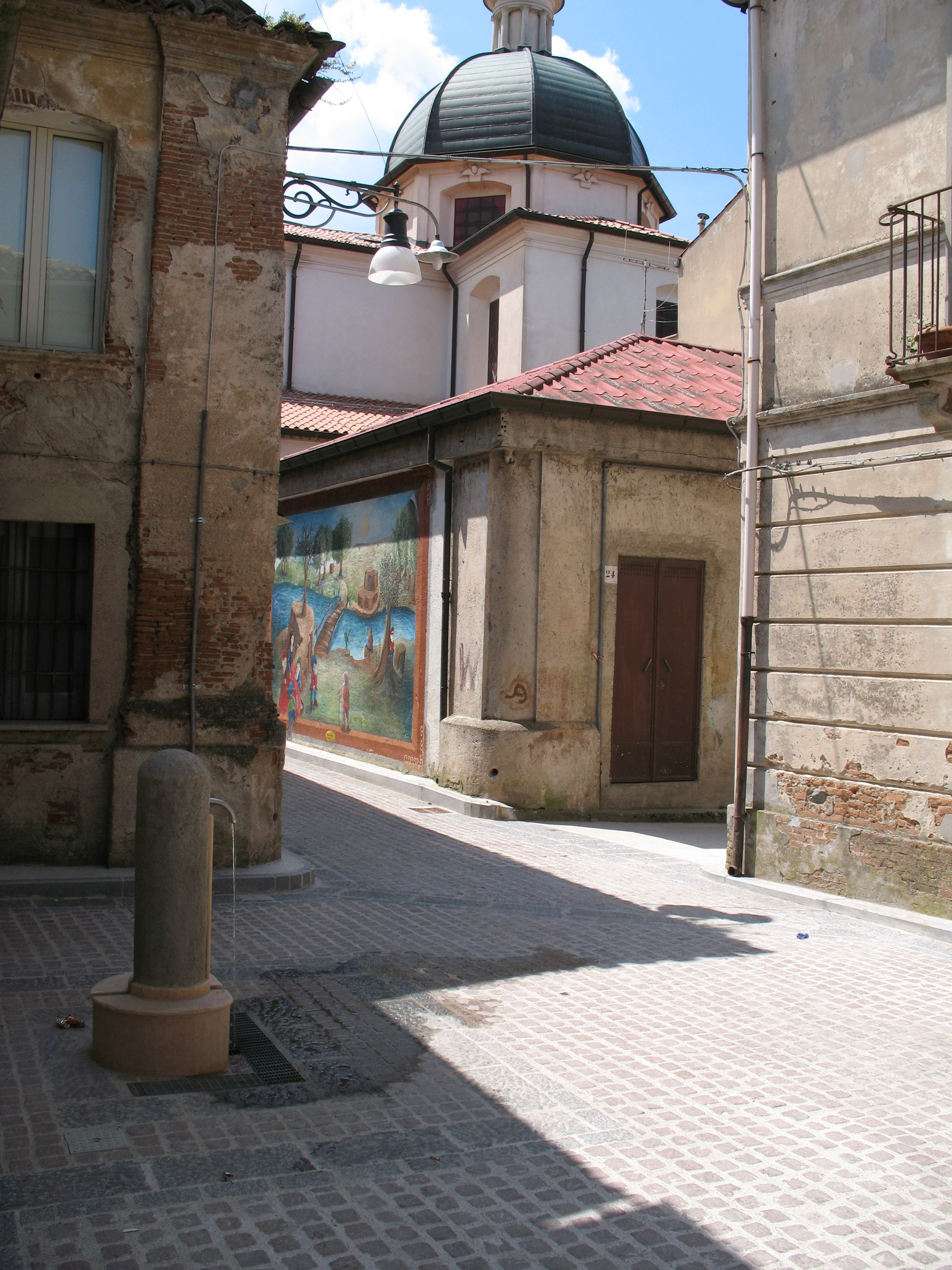
Centrum